# VX (비디오카세트 포맷)
VX는 마쓰시타가 개발한 소비자용 아날로그 녹음 비디오카세트 형식으로, 1975년 일본에서 출시되었으나 단명하고 성공하지 못했다. 미국에서는 퀘이사 브랜드로 판매되었으며, VX 기계에 텔레비전 프로그램의 시간 기록을 위한 전기 기계식 시계 타이머가 내장되어 있어 타임 시프팅 기능을 보여주기 위해 "위대한 타임 머신"이라는 이름으로 마케팅되었다. 일본에서는 1975년에 VX-100 모델이 출시되었고, VX-2000이 1976년에 출시되었다. 북미에서 판매된 최초이자 유일한 모델은 VT-100 타이머가 포함된 퀘이사 VR-1000(파나소닉 VX-2000 기반)이었다.

## 디자인
VX 카세트 자체는 테이프 하단에 1⁄2-인치-폭 (13 mm)의 자기 테이프의 두 릴이 동축 방식으로 서로 겹쳐져 있었고(초기 카트리비전 및 필립스 VCR 형식과 유사하게), 카세트 상단 하단의 밑면에는 원형 개구부가 있어 비디오 헤드 드럼이 들어갈 수 있었다. 이 개구부의 테이프는 헤드 드럼 주위를 감싸도록 미리 루프 형태로 성형되어 있어, 테이프를 카세트에서 빼내어 드럼 주위에 감을 필요가 없었다(후기 VHS 및 베타맥스와 같은 비디오카세트 형식과 달리). 개구부는 테이프를 보호하기 위해 원통형 플라스틱 마개로 보호되었는데, 이 마개는 테이프가 기계에 로드될 때 개구부에서 나사로 풀리고(기계 전면의 수평 레버를 움직여), 배출될 때 테이프에 다시 삽입되었다(레버를 뒤로 움직여).
VX 기계의 비디오 헤드 드럼 자체는 특별한 도구나 장비 없이도 완전히 제거하고 교체할 수 있다는 독특한 특징이 있다. 드럼 상단에는 널링 너트가 있어 손으로 조절할 수 있으며, 드럼을 데크에서 분리하여 청소하거나 교체할 수 있다. VX 기계는 이 기능을 갖춘 유일한 VCR이다.

## 사양
- 녹화 방식: 단일 헤드, 알파 랩 헬리컬 스캔
- 헤드 드럼 직경: 48 mm
- 카세트 크기: 213×146×44 mm (550 g)
- 테이프 폭: ½ 인치 (12.65 mm)
- 테이프 속도: 52.133 mm/s
- 비디오 트랙 폭: 48 μm (가드 밴드 포함 시 73 μm)
- 상대 속도: 9.091 m/s
- 비디오 신호: 주파수 변조 3.3–4.6 MHz (크로마 신호: 컬러 언더 688.374 kHz)
- 오디오 신호: 1채널 선형 트랙 (0.4 mm)
- 녹화 시간: 원래 최대 100분, 나중에 120분 카세트도 출시됨